# Bootlegger
Pour l’article homonyme, voir Bootlegger (film, 2021).
 (novembre 2023).

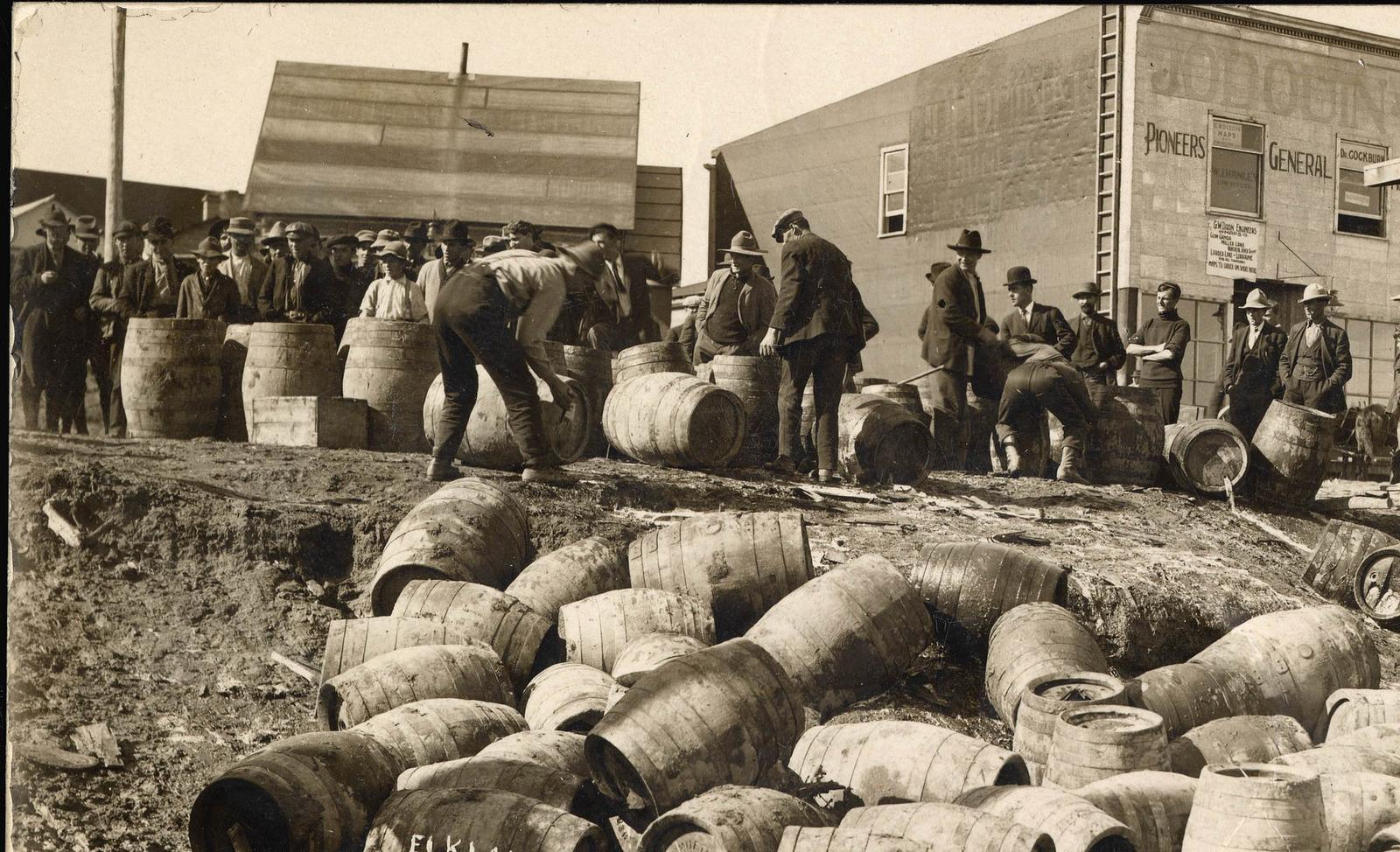
Une descente de police à Elk Lake, Canada, en 1925.

Un bootlegger,, est un contrebandier d'alcool (bière, rhum, vin et spiritueux) à l'époque de la prohibition. Il s'agit d'un mot d'origine américaine qui signifie « l’homme qui cache une bouteille dans sa botte »,,. Apparu pendant la guerre de Sécession, le terme est à nouveau utilisé pour désigner les contrebandiers de la période de la prohibition,,, qui s'est instaurée aux États-Unis et au Canada entre les années 1917 et 1935. Les bouteilles pouvaient alors avoir une forme recourbée pour mieux s'insérer dans les bottes[réf. nécessaire].
Le terme reste employé en Acadie.

## Présentation
La prohibition a fait les beaux jours des distillateurs clandestins, des petits passeurs transfrontaliers, des revendeurs, des débits de boisson écoulant des alcools souvent frelatés (les speakeasies), des capitaines de navires impliqués dans le transport des liquides interdits et, surtout, des gangs aux racines mafieuses qui contrôlaient tous ces réseaux, de New York à Chicago, pour empocher de juteux bénéfices au prix de règlements de comptes parfois sanglants.
Au cours de cette quinzaine d'années, les trafics d'importation d'alcool furent marqués par quelques faits saillants :
- l'importation de rhum de Guyane britannique à Georgetown, notamment le Demerara (Black Diamond) à bord de goélettes qui mouillaient à trois milles des côtes, limite des eaux territoriales américaines. La marchandise était alors transbordée (souvent de nuit) à bord de bateaux rapides à moteur (les rum runners, les banana boats ou le fameux cotre canadien à voile Nellie Banks), chargés de débarquer au plus vite, en des lieux secrets du littoral, la marchandise attendue par les bootleggers ;

- l'âge d'or des îles Saint-Pierre-et-Miquelon, plaque tournante providentielle du trafic. Les alcools étaient acheminés par pleins cargos en provenance de France métropolitaine, puis ils étaient débarqués, reconditionnés et déclarés en douane (destination la haute mer) pour des droits de mer dérisoires. De petites unités chargeaient les caisses et en assuraient le transport jusqu'aux rum runners. Les importateurs saint-pierrais notoires étaient Henri Morazé et R. de la Villefromoy qui communiquaient avec leurs acheteurs à l'aide de télégrammes codés.

## De nos jours
Bien qu'il n'y ait plus de prohibition aux États-Unis, le bootlegger fait toujours partie du paysage en Acadie. De nos jours[Quand ?], ce terme désigne quelqu'un qui vend de l'alcool à son domicile sans permis. Plusieurs groupes de musique acadiens en ont parlé, dont Cayouche (Le Bootlegger, Goo'Day, Le Frigidaire de mon chum, La Réponse, L'Alcool au volant), 1755 (Le Monde qu'on connaît), Suroît (l'album Bootleg) et Radio Radio (Rum Runner).
L'équipe de baseball d'Argancy (Moselle) s'appelle « Les Bootleggers ».